# Christmas Pudding (nouvelle)
Pour les articles homonymes, voir Christmas Pudding (homonymie).
Christmas Pudding (The Adventure of the Christmas Pudding au Royaume-Uni et The Theft of the Royal Ruby aux États-Unis), est une longue nouvelle policière d'Agatha Christie, mettant en scène le détective belge Hercule Poirot.
Initialement publiée les 25 septembre et 2 octobre 1960 dans la revue This Week aux États-Unis, cette nouvelle a été reprise en recueil en 1960, dans The Adventure of the Christmas Pudding and a Selection of Entrées au Royaume-Uni. Elle a été publiée pour la première fois en France dans le recueil Le Retour d'Hercule Poirot en 1962.
C'est la réécriture d'une nouvelle plus courte titrée « Une aventure de Noël » (Christmas Adventure), initialement publiée en revue en 1923.

## Résumé
L’histoire commence chez Hercule Poirot. Il reçoit la visite d’un jeune prince d’un pays de l’Est et de son intermédiaire qui demande l’aide de Poirot pour régler une affaire embarrassante pour le jeune prince. Celui-ci doit en effet se marier bientôt avec sa cousine, mais il a plusieurs maîtresses dont une à Londres. Lors de son présent voyage à Londres, il a amené avec lui plusieurs bijoux précieux afin de les faire arranger pour sa future épouse. Sa maîtresse demande à voir les bijoux et essaie un rubis. Le prince s’aperçoit ensuite que le bijou a disparu et soupçonne évidemment sa maîtresse. Si le vol est connu, cela causera un énorme scandale et il ne veut pas recourir à la police. Poirot finit par accepter d’aider le prince à récupérer le bijou.
Afin de résoudre l’affaire, il se fait inviter chez les Lacey dans une vieille demeure anglaise en campagne. Les Lacey reçoivent plusieurs gens pour Noël et prétendent inviter Poirot pour lui permettre de vivre l’expérience d’un vrai Noël anglais. Évidemment, ce prétexte ne sert qu’à lui permettre de se mêler aux invités. En plus du Colonel Lacey et son épouse, il y aura Sarah et Colin, les petits-enfants du couple. Il y aura également des amis des deux jeunes gens ainsi que Desmond Lee-Wortley, un courtisan de Sarah, que les Lacey n’aiment pas vraiment. Desmond vient avec sa sœur, qui est en convalescence et qui demeure dans sa chambre.
Le séjour débute tranquillement. Mais les jeunes gens déçus par M. Poirot qu’ils ne trouvent pas très dynamique, décident de planifier la mise en scène d’un crime. Une des jeunes filles, Bridget, fera semblant d’être morte afin que Poirot s’active. Ils décident de faire leur tour le lendemain de Noël. Le jour de Noël les préparatifs vont bon train et le repas est servi. Le repas est clôturé par le fameux pudding de Noël qui fut préparé d’avance et auquel chaque personne présente a participé en tournant la pâte à tour de rôle. À l’intérieur du pudding se retrouvent les objets habituels : pièces de monnaie, bouton, etc. Le Colonel Lacey trouve dans sa portion une pierre qui ressemble à un rubis. Tous sont étonnés et Poirot garde la pierre précieuse.
Bien qu’il ait retrouvé le rubis, il poursuit son enquête. Le lendemain matin, les jeunes gens décident de faire leur mise en scène de meurtre. Bridget s’étend dans la neige, on met de la peinture rouge pour le sang et on laisse des traces dans la neige. Les jeunes vont chercher Poirot mais lorsqu’il arrive, il découvre que la jeune fille est réellement morte et tient dans sa main le rubis. Un crime vient-il d’être commis ? Y a-t-il un lien avec le rubis du prince ?

## Éditions
Avant la publication dans un recueil, la nouvelle avait fait l'objet de publications dans des revues :
- 25 septembre et 2 octobre 1960, aux États-Unis, sous le titre « The Theft of the Royal Ruby », dans la revue This Week[1]
- les 24, 31 décembre et 7 janvier 1961, au Royaume-Uni, dans la revue Woman's Illustrated[1]

La nouvelle a ensuite fait partie de nombreux recueils :
- en 1960, au Royaume-Uni, dans The Adventure of the Christmas Pudding and a Selection of Entrées, chez Collins Crime Club éd.[1],[2] (avec 5 autres nouvelles)
- en 1961, aux États-Unis, sous le titre « The Theft of the Royal Ruby », dans Double Sin and Other Stories, chez Dodd, Mead and Co. éd.[1],[3] (avec 7 autres nouvelles)
- en 1962, en France, dans Le Retour d'Hercule Poirot, chez Librairie des Champs-Élysées éd., coll.« Le Masque »[4] (avec 2 autres nouvelles)
(recueil réédité sous le titre « Christmas Pudding » dans les coll.« Club des Masque » et « Les Intégrales du Masque »)
- en 1998, en France, dans Christmas Pudding, chez Librairie des Champs-Élysées éd., coll.« Le Masque » (avec 5 autres nouvelles comme le recueil anglais)

## Adaptations
- 1991 : Christmas Pudding (The Theft of the Royal Ruby), téléfilm britannique de la série télévisée Hercule Poirot (28e épisode, 3.09), avec David Suchet dans le rôle principal.
- 2004 : The Adventure of the Christmas Pudding, épisode en deux parties de la série animée japonaise Agatha Christie's Great Detectives Poirot and Marple[5].
- 2006 : The Adventure of the Christmas Pudding, dramatique radiophonique diffusé sur BBC Radio 4 avec John Moffatt dans le rôle principal[5].